# Нипарс
Нипарс (нем. Niepars) — община в Германии, в земле Мекленбург-Передняя Померания.
Входит в состав района Северная Передняя Померания. Подчиняется управлению Нипарс. Население составляет 1891 человек (на 31 декабря 2010 года). Занимает площадь 35,90 км².